# Satoshi Koga
Satoshi Koga (født 12. februar 1970) er en tidligere japansk fodboldspiller.
Han har spillet for flere forskellige klubber i sin karriere, herunder Kashima Antlers og Sanfrecce Hiroshima.